# Mark Dixon, détective
Pour plus de détails, voir Fiche technique et Distribution.
Mark Dixon, détective (titre original : Where the Sidewalk Ends) est un film américain réalisé par Otto Preminger sorti en 1950.

## Synopsis
Mark Dixon est sergent dans la police à New York. Réputé pour sa brutalité envers les criminels, il mène une enquête sur le meurtre d'un riche Texan poignardé après avoir gagné 19 000 $ aux jeux. Au cours de son investigation, Dixon interroge le suspect principal, Ken Payne. Le truand l'agresse et, pendant la bagarre, reçoit un coup de poing meurtrier.
Désemparé devant cette situation, Dixon décide de faire disparaître le corps. Un chauffeur de taxi est alors soupçonné, mais Dixon tombe amoureux de sa fille, Morgan Taylor.

## Fiche technique
- Titre : Mark Dixon, détective
- Titre original : Where the Sidewalk Ends
- Réalisation : Otto Preminger
- Production : Otto Preminger
- Scénario : Ben Hecht, d'après le roman Night Cry de William L. Stuart adapté par Robert E. Kent, Frank P. Rosenberg et Victor Trivas
- Photographie : Joseph LaShelle
- Montage : Louis Loeffler
- Musique : Cyril J. Mockridge
  - Direction musicale : Lionel Newman
- Direction artistique : Lyle Wheeler et J. Russell Spencer
- Décors : Thomas Little et Walter M. Scott
- Costumes : Oleg Cassini (création) et Charles Le Maire
- Producteur : Frank P. Rosenberg
- Société de production : 20th Century Fox
- Société de distribution : 20th Century Fox
- Pays de production :  États-Unis
- Langue : anglais
- Format : Noir et blanc — 35 mm — 1,37:1 — Son : Mono (Western Electric Recording)
- Genre : Film policier, Film noir
- Durée : 95 minutes
- Dates de sortie : 
  - États-Unis :  7 juillet 1950
  - France : 22 août 1951

## Distribution
- Dana Andrews : le sergent Mark Dixon
- Gene Tierney : Morgan Taylor
- Gary Merrill : Tommy Scalise
- Bert Freed : le sergent Paul Klein (le coéquipier de Dixon)
- Tom Tully : Jiggs Taylor, le père de Morgan
- Karl Malden : le lieutenant Thomas
- Ruth Donnelly : Martha, propriétaire du Martha's Cafe
- Craig Stevens : Ken Paine

Non crédités
- Don Appell : Willie Bender
- Neville Brand : Steve, un gangster de Scalise
- Oleg Cassini : Oleg, le styliste
- Clancy Cooper : le sergent Murphy (à l'accueil du poste de police)
- Robert Foulk : Fenney
- Anthony George : un voyou de Scalise
- Kathleen Hughes : l'amie de Morgan
- Louise Lorimer : Mme Jackson
- Ian MacDonald : le sergent Casey
- Grace Mills : Mrs. Tribaum, la logeuse de Paine
- Lou Nova : Ernie, un gangster de Scalise
- Snub Pollard : un client de la salle de billard
- Robert F. Simon : l'inspecteur-chef Nicholas Foley
- Harry von Zell : Mr. Morrison
- David Wolfe : Sid Kramer, un gangster de Scalise